# Saint-Jean-sur-Erve
Saint-Jean-sur-Erve és un municipi francès situat al departament de Mayenne i a la regió de País del Loira. L'any 2007 tenia 489 habitants.

## Demografia

### Població
El 2007 la població de fet de Saint-Jean-sur-Erve era de 489 persones. Hi havia 184 famílies de les quals 48 eren unipersonals (36 homes vivint sols i 12 dones vivint soles), 64 parelles sense fills, 64 parelles amb fills i 8 famílies monoparentals amb fills.
La població ha evolucionat segons el següent gràfic:
Habitants censats

### Habitatges
El 2007 hi havia 231 habitatges, 190 eren l'habitatge principal de la família, 33 eren segones residències i 8 estaven desocupats. 223 eren cases i 7 eren apartaments. Dels 190 habitatges principals, 150 estaven ocupats pels seus propietaris, 37 estaven llogats i ocupats pels llogaters i 3 estaven cedits a títol gratuït; 13 tenien dues cambres, 38 en tenien tres, 57 en tenien quatre i 82 en tenien cinc o més. 123 habitatges disposaven pel capbaix d'una plaça de pàrquing. A 95 habitatges hi havia un automòbil i a 81 n'hi havia dos o més.

### Piràmide de població
La piràmide de població per edats i sexe el 2009 era:
| Homes | Edats   | Dones |
| ----- | ------- | ----- |
| 0     | 95 o +  | 0     |
| 4     | 90 a 94 | 0     |
| 0     | 85 a 89 | 4     |
| 0     | 80 a 84 | 4     |
| 8     | 75 a 79 | 12    |
| 8     | 70 a 74 | 4     |
| 12    | 65 a 69 | 4     |
| 20    | 60 a 64 | 20    |
| 16    | 55 a 59 | 16    |
| 24    | 50 a 54 | 20    |
| 4     | 45 a 49 | 16    |
| 8     | 40 a 44 | 8     |
| 20    | 35 a 39 | 0     |
| 8     | 30 a 34 | 24    |
| 16    | 25 a 29 | 16    |
| 16    | 20 a 24 | 12    |
| 16    | 15 a 19 | 12    |
| 12    | 10 a 14 | 12    |
| 4     | 5 a 9   | 16    |
| 20    | 0 a 4   | 12    |

## Economia
El 2007 la població en edat de treballar era de 304 persones, 222 eren actives i 82 eren inactives. De les 222 persones actives 204 estaven ocupades (116 homes i 88 dones) i 18 estaven aturades (9 homes i 9 dones). De les 82 persones inactives 41 estaven jubilades, 22 estaven estudiant i 19 estaven classificades com a «altres inactius».

### Ingressos
El 2009 a Saint-Jean-sur-Erve hi havia 178 unitats fiscals que integraven 453 persones, la mediana anual d'ingressos fiscals per persona era de 15.060 €.

### Activitats econòmiques
Dels 21 establiments que hi havia el 2007, 1 era d'una empresa alimentària, 1 d'una empresa de fabricació d'altres productes industrials, 8 d'empreses de construcció, 4 d'empreses de comerç i reparació d'automòbils, 1 d'una empresa de transport, 1 d'una empresa d'hostatgeria i restauració, 4 d'empreses de serveis i 1 d'una entitat de l'administració pública.
Dels 8 establiments de servei als particulars que hi havia el 2009, 2 eren tallers de reparació d'automòbils i de material agrícola, 1 paleta, 2 fusteries, 1 electricista, 1 empresa de construcció i 1 restaurant.
L'únic establiment comercial que hi havia el 2009 era una fleca.
L'any 2000 a Saint-Jean-sur-Erve hi havia 57 explotacions agrícoles que ocupaven un total de 1.972 hectàrees.

## Equipaments sanitaris i escolars
El 2009 hi havia una escola elemental integrada dins d'un grup escolar amb les comunes properes formant una escola dispersa.

## Poblacions més properes
El següent diagrama mostra les poblacions més properes.